# 26666 Justinto
26666 Justinto è un asteroide della fascia principale. Scoperto nel 2000, presenta un'orbita caratterizzata da un semiasse maggiore pari a 2,2714363 UA e da un'eccentricità di 0,1534027, inclinata di 4,01128° rispetto all'eclittica.